# Анджело Партичипаціо
Анджело Партичипаціо (італ. Angelo Participazio) (? — 827) — 10-й венеційський дож. 

## Біографія
Належав до заможної купецької родини, представники якої багато разів обіймали посаду трибуна, володіючи майно біля церкви Святих Апостолів. Походив з Гераклеї. Більш вірним є використання ім'я «Ан'єло», оскільки Анджело увійшло у вжиток лише з XII ст. Прізвище Партичипаціо (Партіціацо) його роду надав хроніст Джованні Диякон. За життя Ан'єло його не використовував.
810 року організував опір венеційців війську франків короля Піпіна, коли дожі Обелеріо Антенорео та Беато, сподівалися на допомогу візантійців. Зрештою організував вигнання профранкської знаті. За цим візантійці відправили дожів у заслання (було виявлено їх спроби домовитися з франками), а народ обирає Анджело дожем<refNorwich, John Julius, A History of Venice, Penguin, 2012, p. 13</ref>, що було затверджено Візантією 811 року. 
Після завершення франксько-венеційської війни, що показала вразливість Маламокко на острові Лідо до нападів з моря, з міркувань безпеки, у 811 роц переніс резиденцію дожа з Меламокко на острів Ріальто. Таким чином, почала формуватися сучасна Венеція. На островах лагуни зводяться будинки з колод, вкритих соломою. Вони мають два входи, з суходолу і води. Також було зведено першу урядову резиденцію — палац дожів (фактично фортецю), побудованого на місці теперішнього, біля старої церкви Св.Теодора. 
812 року за умовами Аахенського миру (набув сили 814 року) дукат Венеція залишився під владою Візантійської імперії. При цьому Венеція отримала чималий зиск, оскільки її захист тепер було гарантовано від ворогів з материка; визначені її кордони з Італійським королівством; визнано право на вільне судноплавство в Адріатичному морі. Того ж року його син Джустіньяно, що перебував у Константинополі, отримав від візантійського імператора Лева V мощі Святого Захарія, кошти на спорудження монастиря і церкви цього святого та архітекторів.
814 року призначає свого сина Джованні співдожем. Це викликало невдрволення його іншого сина Джустіньяно, який перебрався до Сан-Северо. Але 817 року позбавив Джованні посади співдожа за антивізантійську позицію, заславши того до міста Зара. Натомість призначив співдожами сина Джустіньяно і онука Анджело II. Згодом Джованні втік до Бергамо під захист франкського імператора Людовика I. Втім той видав Джованні батько. Зрештою Анджело заслав сина до Константинополя.
У 810-х роках відновив порт Брондоло в гирлі річки Брента, який поєднав з Великою Клуджею та став розбудовувати Клуджу Малу. Також відновив фортецю Альбіола, мешканці зруйнованої Гераклеї, заселив у новому місті Цівітас Нова Гераклеана. Придіялв увагу зміцненню укріплень островів Ліда й Пеллестріна. Доручив Лоренцо Алімпато займатися меліорацією землі, а П'єтро Традоніко — зведеням нових будівель. Заснував монастирі на островах Барнаба і Сан-Джуліано і забезпечував священиків грошима, харчами й речами для утримання та оздоблення церков. 
819 року разом з співдожем Джустіньяно надав бенефіт Джованні, абату монастиря Сен-Серволо, даруючи йому сімейну каплицю, розташовану на материку, біля гирла Бренти, щоб він міг перенести туди свій монастир: так було засновано абатство Сан-Іларіо, яке протягом тривалого часу являло одну з найважливіших венеціанських церковних установ. 
820 року відправив співдожа Анджело II на чолі делегації представляти дукат на коронації візантійського імператора Михайла II. Невдовзі після церемонії Анджело II помер у Константинополі.
821 року повалив Фортунато II, патріарха Градо, оскільки той спільно з аристократами Джованні Торнаріко, Джованні Монетаріо і Боно Брандессо, намагався відсторонити Анджела та його сина від влади. Торнаріко й Брандессо було страчено, а Монетаріо втік. Майно усіх трьох було конфісковано. Замість Фортунато патріархом було поставлено Джованні, абата Сан-Іларіо. Після смерті останнього 825 року новим патріархом дож Анджело Партичипаціо зробив Венеріо Трасмондо. 